# Saint-Thuriau
Ne doit pas être confondu avec Saint-Thurien ou Saint-Thurial.
Pour les articles homonymes, voir Saint Thuriau.
Saint-Thuriau [sɛ̃tyʁjo] est une commune française, située dans le département du Morbihan en région Bretagne.

## Géographie

### Situation
La commune de Saint-Thuriau est située dans le département du Morbihan, au sud de la ville de Pontivy.
| Le Sourn  | Pontivy       | Noyal-Pontivy     |
|           | Saint-Thuriau |                   |
| Plumeliau |               | Moustoir-Remungol |

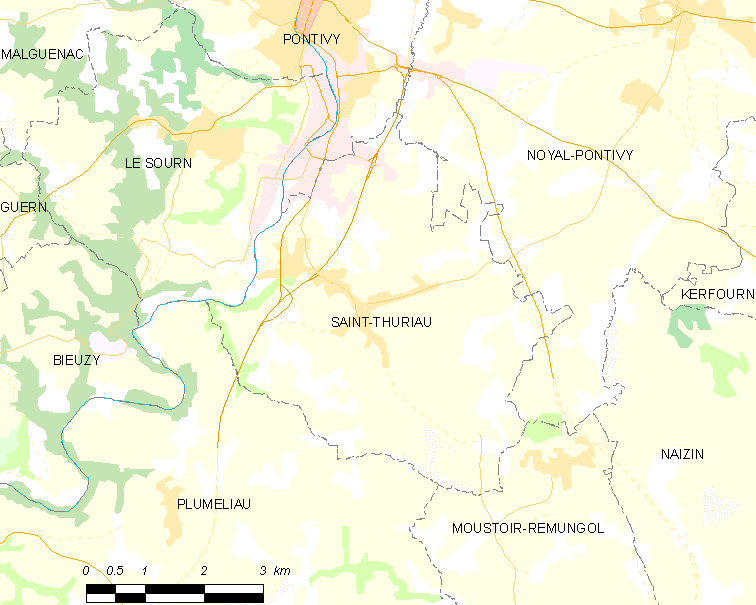
Carte de Saint-Thuriau et des communes avoisinantes.

### Description
Le bourg de Saint-Thuriau, qui sert de chef-lieu, n'est distant que de 6 km du centre-ville de Pontivy. Le bourg traditionnel a un plan en étoile, l'église étant en position centrale. Le bourg s'est développé côté ouest en raison de la création de plusieurs lotissements pendant la deuxième moitié du XXe siècle.

### Relief et hydrographie
Le territoire de la commune est faiblement vallonné, le sous-sol étant constitué majoritairement de schistes tendres. Les altitudes s'étagent entre 129 mètres (à la limite orientale de la commune, au sud du hameau de Lanville) et 48 mètres (en aval du moulin du Roc'h, dans la vallée du Blavet).
| - Carte topographique de la commune de Saint-Thuriau. |

Le Blavet, dont le cours est canalisé, borde la commune à l'ouest et décrit un large méandre. Plusieurs de ses affluents de rive gauche traversent le territoire communal ou le limitent (en amont, le ruisseau de Saint-Niel et un de ses affluents venant de Pont Quénet forment un temps la limite nord de la commune avec Pontivy ; le ruisseau de Kerihuel traverse le nord de la commune avant de se jeter dans le Blavet à la limite nord de la commune avec Pontivy, formant même la limite communale avec cette ville dans la dernière partie de son cours ; le ruisseau de la Fontaine Névé passe à l'ouest du bourg et conflue avec le Blavet à Gohazé ; le ruisseau de Poulfanc forme la limite sud-est de la commune avec Pluméliau (désormais Pluméliau-Bieuzy) et rejoint le Blavet en aval du moulin du Roc'h).

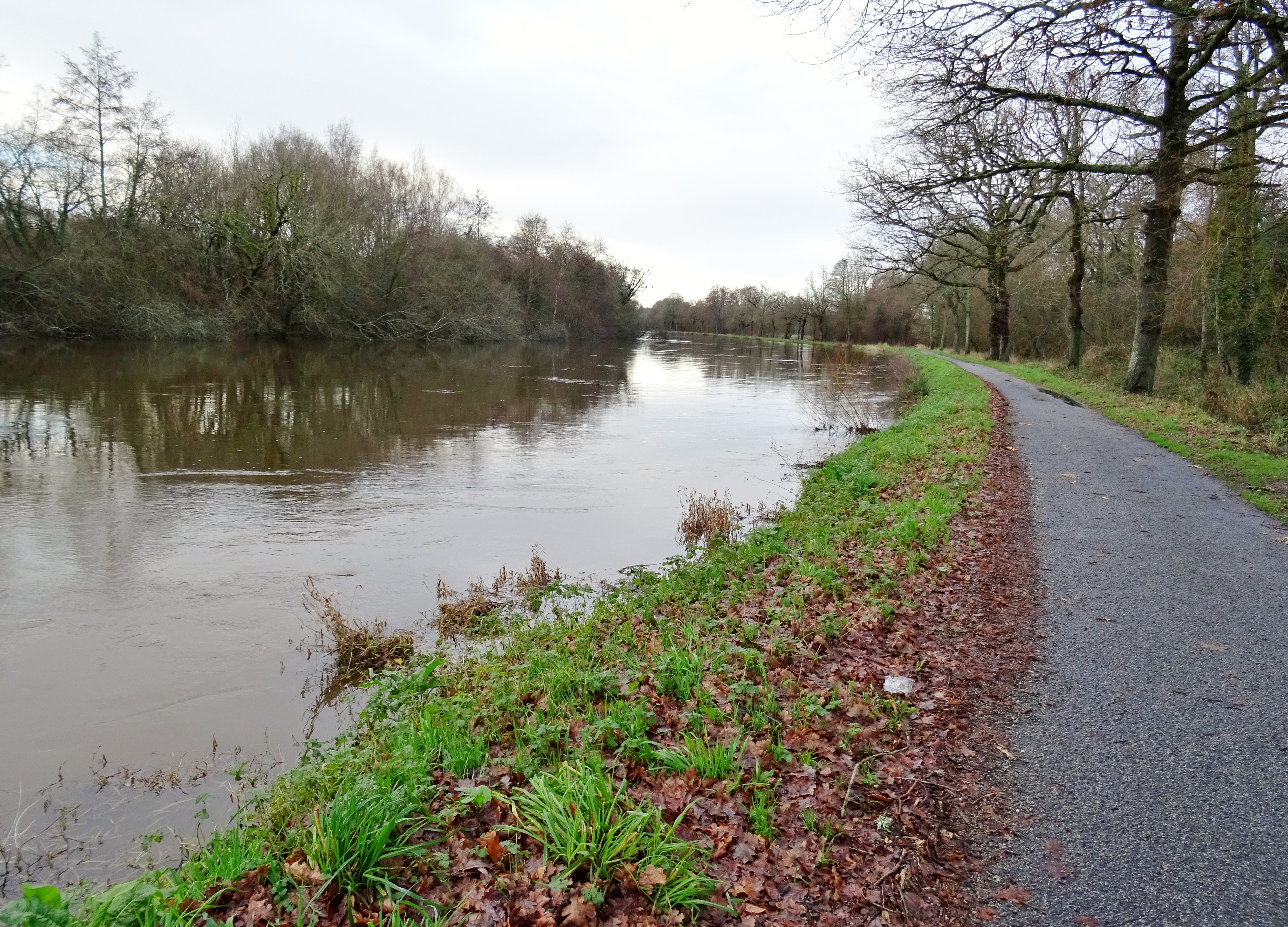
Saint-Thuriau : le Blavet près de la chapelle de Gohazé, vue vers l'amont.
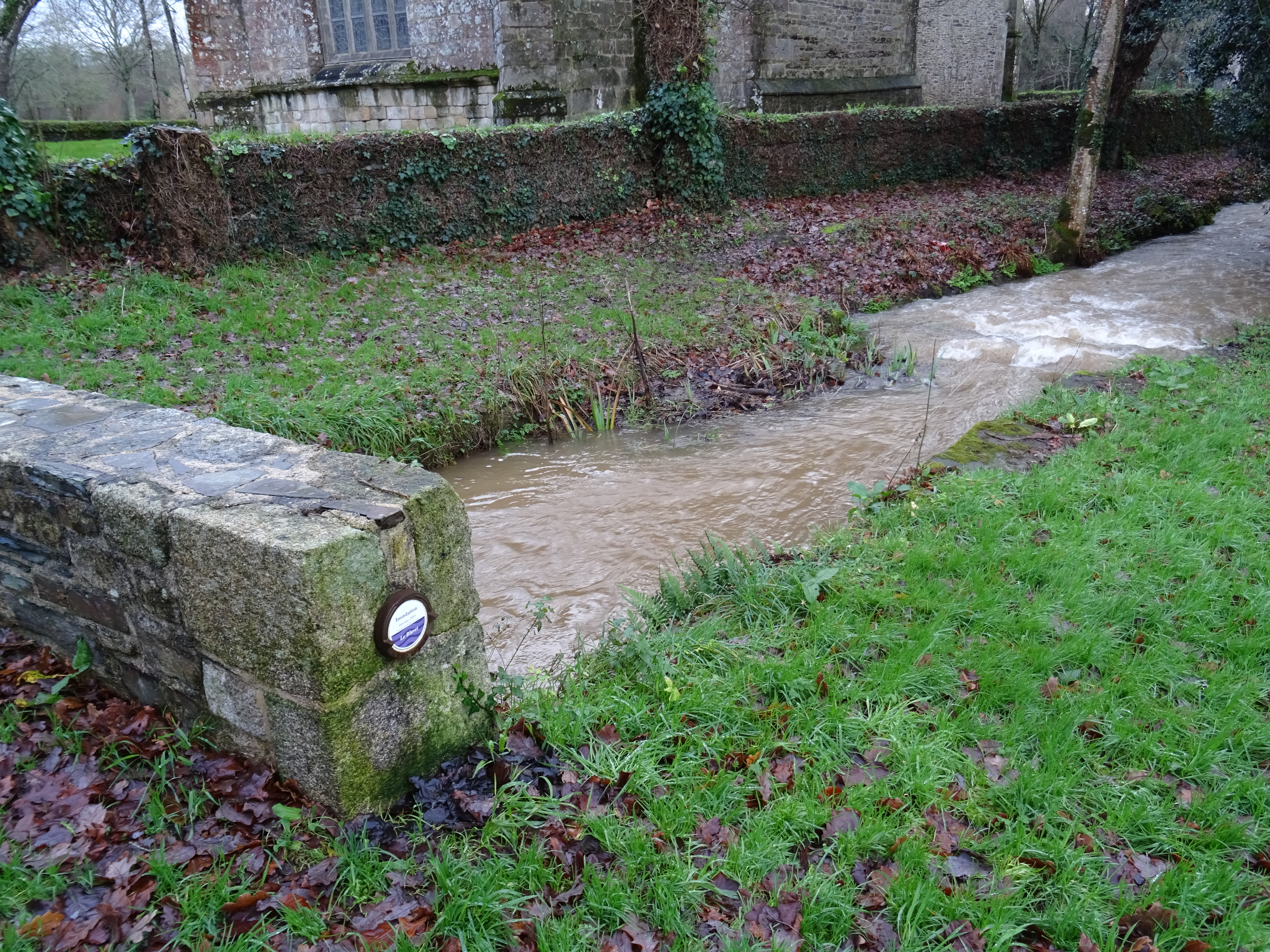
Saint-Thuriau : le ruisseau de la Fontaine Névé en période de fortes pluies à proximité de la chapelle de Gohazé et juste avant sa confluence avec le Blavet. Le cercle sur le muret indique le niveau atteint par l'eau lors de la crue du Blavet en janvier 2001.

### Transports
La commune est traversée du nord au sud par la départementale 768 (ancienne RN 168) qui relie Pontivy à Baud et contourne le bourg par l'ouest.

### Paysages et habitat
Le paysage agraire traditionnel de Saint-Thuriau est le bocage avec un habitat dispersé en écarts formés de hameaux (villages) et fermes isolées. Le bourg occupe une position centrale au sein du finage communal. La proximité avec Pontivy explique la rurbanisation des hameaux les plus proches de cette ville, ceux situés dans la partie nord-ouest du territoire communal (Kerlodet, Goëh Vern, Confort, Le Hayo).
Saint-Thuriau appartient à l'unité paysagère du Bassin agricole de Pontivy parfois surnommée la « Petite Beauce » car la rareté des espaces boisés et des haies d'arbres et la prédominance des grandes parcelles de terre consacrés à la culture des céréales ne sont pas sans rappeler cette région agricole (voir le paragraphe occupation des sols).
Saint-Thuriau a conservé un patrimoine bâti allant du XVe siècle au XXe siècle.
La zone industrielle de Kergoustard-La Ferté, en limite nord-ouest du territoire communal, est le prolongement de la zone industrielle de Signan située dans la commune de Pontivy.

### Hydrographie
Pour un article plus général, voir Réseau hydrographique du Morbihan.
La commune est située dans le bassin Loire-Bretagne. Elle est drainée par le Blavet, le Saint Niel, le ruisseau de Coëthuan, le ruisseau de Kerihuel, le ruisseau de la Fontaine nevé, le ruisseau de Mengoët et divers autres petits cours d'eau,.
Le Blavet, d'une longueur de 149 km, prend sa source dans la commune de Bourbriac et se jette  dans le canal de Nantes à Brest en limite de Plélauff et de Gouarec, après avoir traversé 31 communes. 
Le Saint-Niel, d'une longueur de 16 km, prend sa source dans la commune de Kergrist et se jette  dans l'Aff  à Pontivy, après avoir traversé six communes. 

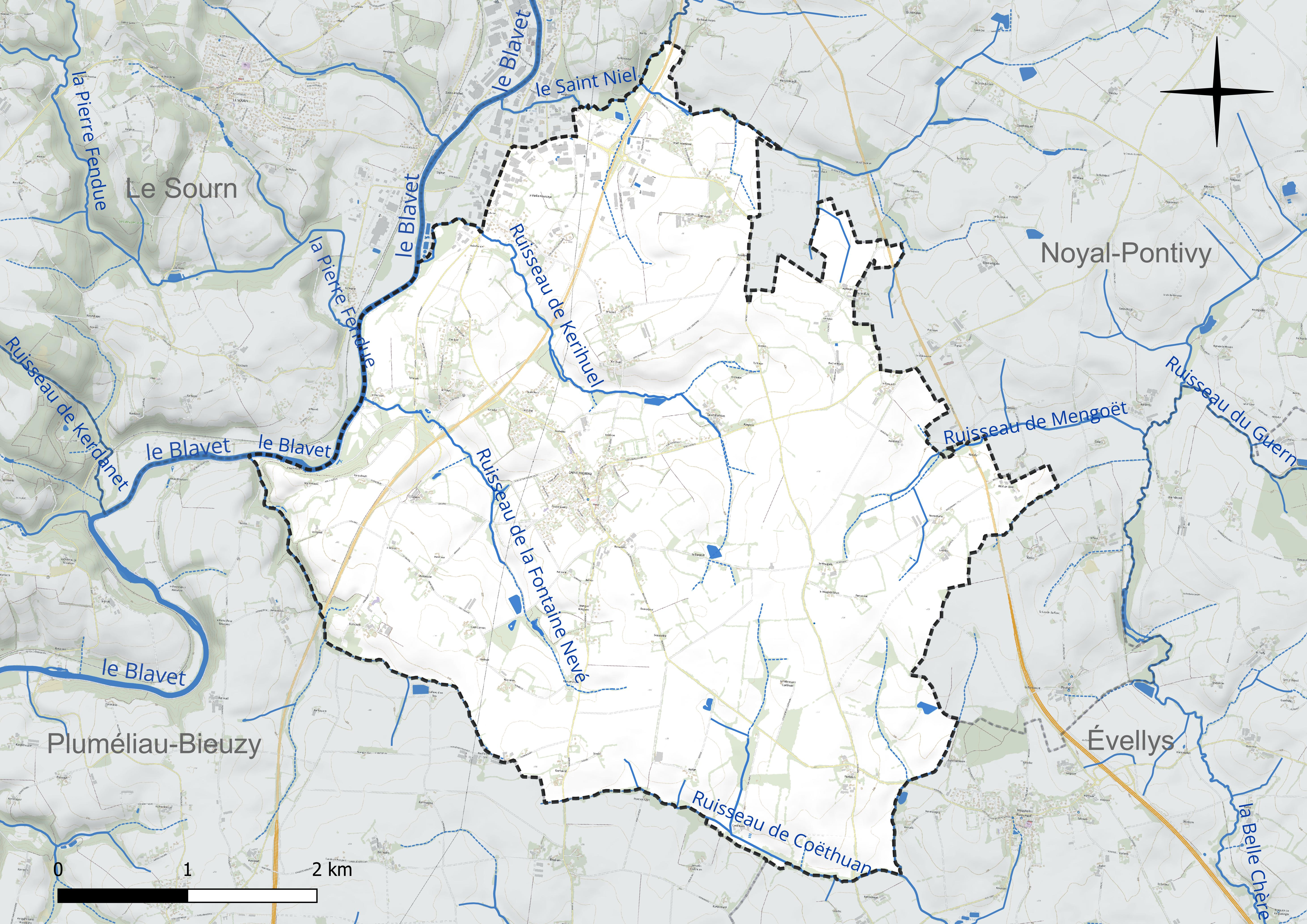
Réseau hydrographique de Saint-Thuriau.

### Climat
Pour des articles plus généraux, voir Climat de la Bretagne et Climat du Morbihan.
En 2010, le climat de la commune est de type climat océanique franc, selon une étude du CNRS s'appuyant sur une série de données couvrant la période 1971-2000. En 2020, Météo-France publie une typologie des climats de la France métropolitaine dans laquelle la commune est exposée à un climat océanique et est dans la région climatique  Bretagne orientale et méridionale, Pays nantais, Vendée, caractérisée par une faible pluviométrie en été et une bonne insolation. Parallèlement l'observatoire de l'environnement en Bretagne publie en 2020 un zonage climatique de la région Bretagne, s'appuyant sur des données de Météo-France de 2009. La commune est, selon ce zonage, dans la zone « Intérieur », exposée à un climat médian, à dominante océanique.  
Pour la période 1971-2000, la température annuelle moyenne est de 11,2 °C, avec une amplitude thermique annuelle de 12,1 °C. Le cumul annuel moyen de précipitations est de 950 mm, avec 14,2 jours de précipitations en janvier et 7 jours en juillet. Pour la période 1991-2020, la température moyenne annuelle observée sur la station météorologique la plus proche, située sur la commune de Moréac à 15 km à vol d'oiseau, est de 12,0 °C et le cumul annuel moyen de précipitations est de 1 043,7 mm,. Pour l'avenir, les paramètres climatiques de la commune estimés pour 2050 selon différents scénarios d'émission de gaz à effet de serre sont consultables sur un site dédié publié par Météo-France en novembre 2022.

## Urbanisme

### Typologie
Au 1er janvier 2024, Saint-Thuriau est catégorisée bourg rural, selon la nouvelle grille communale de densité à sept niveaux définie par l'Insee en 2022.
Elle est située hors unité urbaine. Par ailleurs la commune fait partie de l'aire d'attraction de Pontivy, dont elle est une commune de la couronne,. Cette aire, qui regroupe 16 communes, est catégorisée dans les aires de moins de 50 000 habitants,.

### Occupation des sols

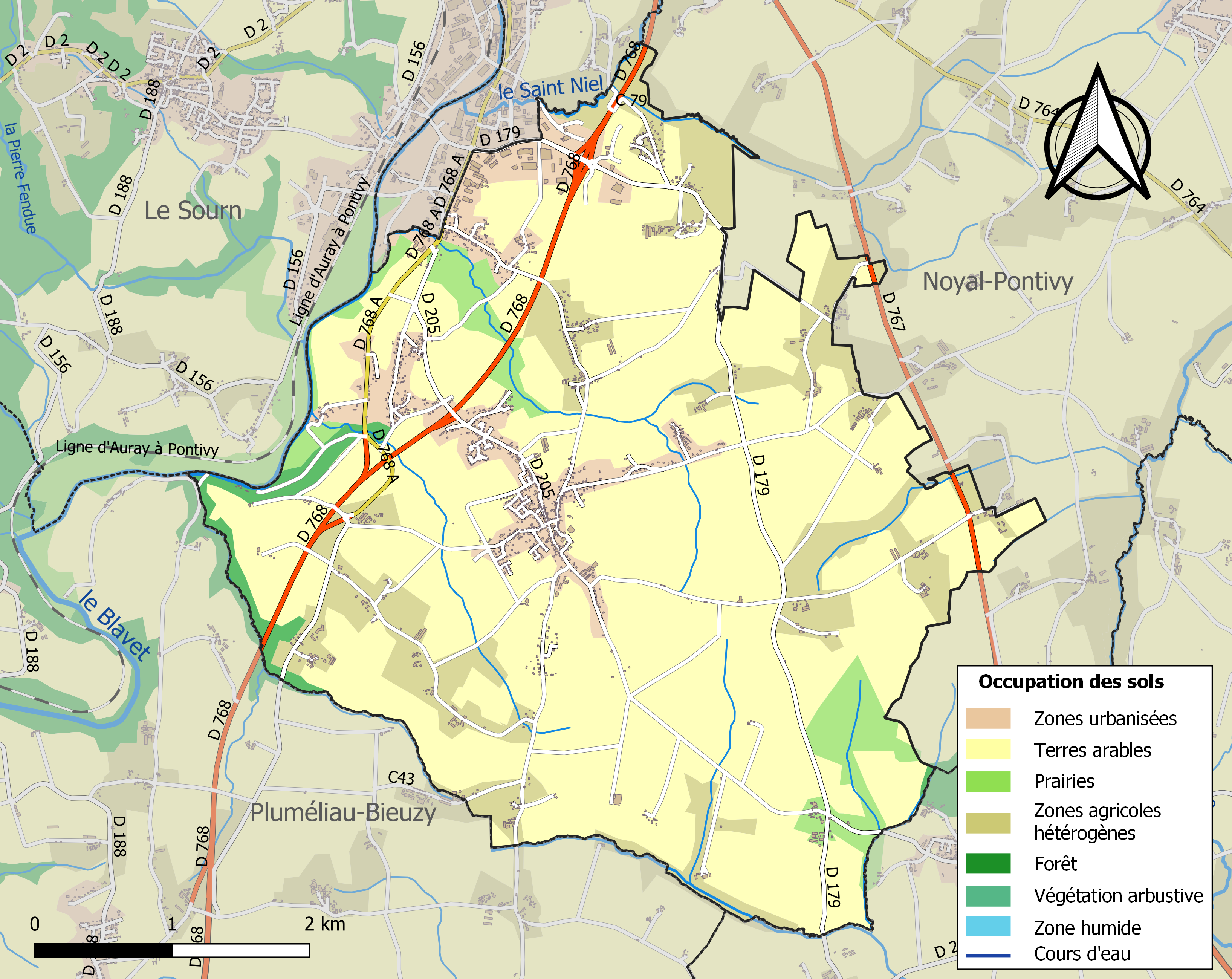
Carte des infrastructures et de l'occupation des sols de la commune en 2018 (CLC).

Le tableau ci-dessous présente l'occupation des sols de la commune en 2018, telle qu'elle ressort de la base de données européenne d’occupation biophysique des sols Corine Land Cover (CLC).
| Type d’occupation                                                                   | Pourcentage | Superficie (en hectares) |
| ----------------------------------------------------------------------------------- | ----------- | ------------------------ |
| Tissu urbain discontinu                                                             | 5,3 %       | 114                      |
| Zones industrielles ou commerciales et installations publiques                      | 2,9 %       | 62                       |
| Terres arables hors périmètres d'irrigation                                         | 69,1 %      | 1488                     |
| Prairies et autres surfaces toujours en herbe                                       | 4,7 %       | 102                      |
| Systèmes culturaux et parcellaires complexes                                        | 15,0 %      | 322                      |
| Surfaces essentiellement agricoles interrompues par des espaces naturels importants | 1,2 %       | 26                       |
| Forêts de feuillus                                                                  | 1,8 %       | 38                       |
| Source : Corine Land Cover                                                          |             |                          |

L'occupation des sols met en évidence la nette prédominance des terres arables sur les zones agricoles hétérogènes et les prairies et la rareté de la forêt.

## Toponymie
La commune porte le nom de Sant-Turiav en breton.
Le toponyme fait référence à saint Turiau, né à Lanvollon, évêque de Dol-de-Bretagne du VIIIe siècle entre 733 et 749.

## Histoire

### Ancien Régime

#### L'ancienne paroisse de Gohazé
Gohazé [Cohazé], actuellement un hameau de Saint-Thuriau, est une ancienne paroisse qui aurait été le premier lieu d'évangélisation de la région et le site initial de la future ville de Pontivy ; son existence est attestée dès 1160 (le nom "Gohazé" signifierait en breton "vieille dame assise", ce qui évoquerait une ancienne statue de la Vierge représentée assise dans l'église). Gohazé aurait été un village important au Moyen Âge avant d'être supplanté par Pontivy. Cette ville, selon Jean-Baptiste Ogée, est restée en théorie une trève de Gohazé jusqu'à la Révolution française, même si, en réalité depuis longtemps « le Cohazé n'est plus regardé comme une paroisse ; on y célèbre seulement la messe les jours de dimanches et fêtes ».

#### Saint-Thuriau au Moyen Âge
Une chapellenie, appelée parfois prieuré, fondée en 1415 par le seigneur du château de Coëtuhan ; elle fut transférée en 1733 à la chapelle Saint-Nicolas du château de Kerdréan, en Naizin. La seigneurie de Coëtuhan, qui existait donc dès le XVe siècle 
au moins a appartenu successivement aux familles de Coëtuhan, La Fresnaye et Langle. Les restes du château ont disparu en 1944.
Selon un aveu de 1471, Saint-Thuriau était, au sein de la Vicomté de Rohan, une des 46 paroisses ou trèves de la seigneurie proprement dite de Rohan.
Les autres seigneuries de Saint-Thuriau étaient Rostadelin (au sud du bourg) et Rest-er-Bouer, à l'est de la trève, qui appartint à la famille de Lantivy entre 1604 et la Révolution française.

#### Saint-Thuriau, trève de Noyal-Pontivy
En 1669 (et peut-être avant) Saint-Thuriau est attestée comme trève de Noyal-Pontivy.

### Révolution française
Émile Sageret écrit que vers 1798 « depuis Pontivy jusqu'à Locminé, tous les jeunes gens étaient aux chouans, disait-on, sauf à Noyal-Pontivy où les royalistes ne comptaient encore aucune recrue et au Moustoir-Remungol où il n'y en avait que deux ».

### LeXIXesiècle
À l'origine simple trève de la paroisse de Noyal-Pontivy, Saint-Thuriau n'est érigé en commune qu'en 1840 (en même temps que Gueltas, Kerfourn et Saint-Gérand).
En 1806, lors de la grande enquête linguistique effectué sous le Premier Empire par Charles Coquebert de Montbret, la paroisse de Noyal-Pontivy est placée en Bretagne bretonnante ainsi que ses trèves de Saint-Thuriau et Kerfourn, tandis que ses trèves de Saint-Gérand et Gueltas sont placées en pays gallo.
Le 9 août 1845 une bande d'une quarantaine d'hommes armés de fusils ou de pistolets (plusieurs venant de la région de Plumelin, Auray et Sainte-Anne-d'Auray), se rassembla dans le bois de Coëthuan, entre Saint-Thuriau et Moustoir-Remungol : ces « bandits » (probablement des chouans légitimistes) avaient auparavant envahi des maisons et rançonné leurs habitants, principalement à Saint-Thuriau.
A. Marteville et P. Varin, continuateurs d'Ogée, décrivent ainsi Saint-Thuriau en 1853 :

« Saint-Thuriau : commune récemment formée par démembrement de Noyal-Pontivy ; desservance. Il y a foire le 3e vendredi d'avril, et les 15 mai, 15 juin, 13 juillet, 15 septembre, 5 octobre et 15 novembre. Géologie : granite et schiste talqueux. On parle le breton. »

En novembre 1867 les habitants du hameau de Signan (en Pontivy, alors Napoléonville) demandèrent à être rattachés à Saint-Thuriau, bourg avec lequel les relations étaient plus faciles pour eux. Le conseil municipal de Saint-Thuriau se montra favorable à cette demande, mais pas celui de Napoléonville, et cette demande n'aboutit pas.
En 1880 sept des onze conseillers municipaux de Saint-Thuriau démissionnèrent pour protester contre le chagement d'instituteur décidé par le Préfet du Morbihan, lui écrivant : « Par un arrêté de février dernier, vous avez transformé en une école laïque l'école communale de Saint-Thuriau qui, depuis sa création [en 1845], était dirigée par un Frère de l'instruction chrétienne. (...) Peut-on avec un mépris plus audacieux violer nos intérêts les plus sacrés, (...) notre liberté de pères de famille de faire instruire nos enfants par un maître de notre choix ? ».

### LeXXesiècle

#### La Belle Époque
Le 30 novembre 1902 plusieurs maires de la région, dont Mathurin Le Roy, maire de Saint-Thuriau, réunis à Pontivy, signent un texte dans lequel ils refusent de surveiller si les prêtres de leur paroisse utilisent la langue française, et non la langue bretonne, lors des leçons de catéchisme et des instructions religieuses.
Des autodafés de manuels scolaires proscrits par l'église catholique furent organisés dans plusieurs communes du Morbihan comme Férel, Belz, Rochefort, Gestel et Saint-Thuriau en 1910. En 1910 le recteur de Saint-Thuriau organisa une véritable chasse aux manuels scolaires, exigeant des enfants et de leurs familles le contrôle de leurs livres et se livrant à un véritable autodafé de ceux qui n'étaient pas conformes aux croyances catholiques.
En 1911 la vente d'un tableau intitulé Le Purgatoire, qui se trouvait dans l'église paroissiale, par le recteur à un antiquaire, déclencha une polémique et fit l'objet d'un procès, me maire ayant porté plainte ; le prêtre, l'antiquaire et quelques comparses furent condamnés à des peines d'amende.
En mars 1913 une fête fut organisée à Saint-Thuriau en l'honneur des anciens combattants de la Guerre de 1870 de la commune encore survivants.

#### La Première Guerre mondiale

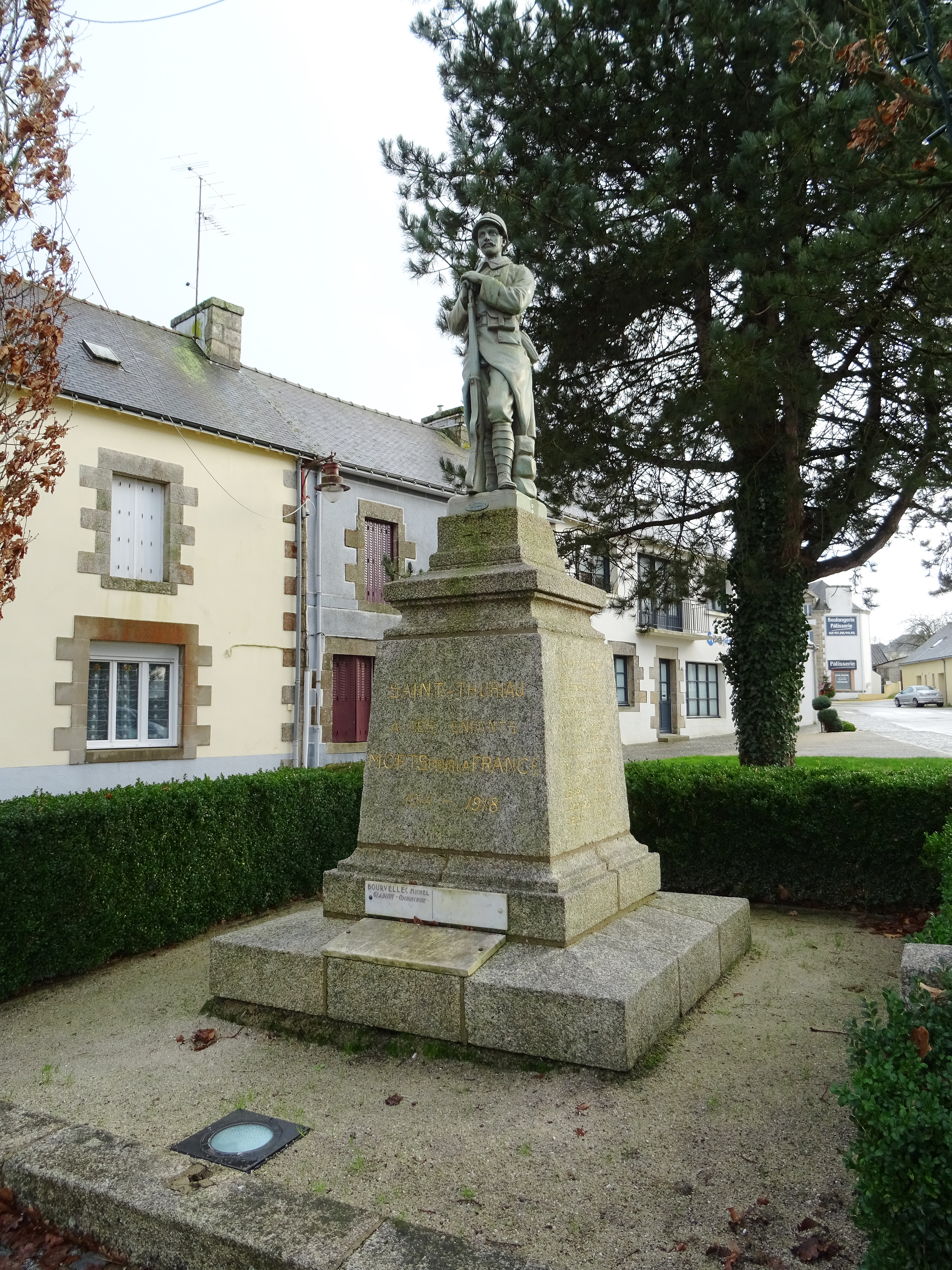
Le monument aux morts de Saint-Thuriau.

Le monument aux morts de Saint-Thuriau porte les noms de 38 soldats morts pour la France pendant la Première Guerre mondiale ; la plupart sont décédés sur le sol français, dont Mathurin Even, décoré de la Médaille militaire et de la Croix de guerre, tué à l'ennemi le 22 avril 1918 à Ainval-Septoutre (Somme), à l'exception de Pierre Pierre, décédé de maladie le 12 décembre 1918 à Saarlouis, donc après l'armistice, alors qu'il avait été prisonnier de guerre en Allemagne.

#### L'Entre-deux-guerres

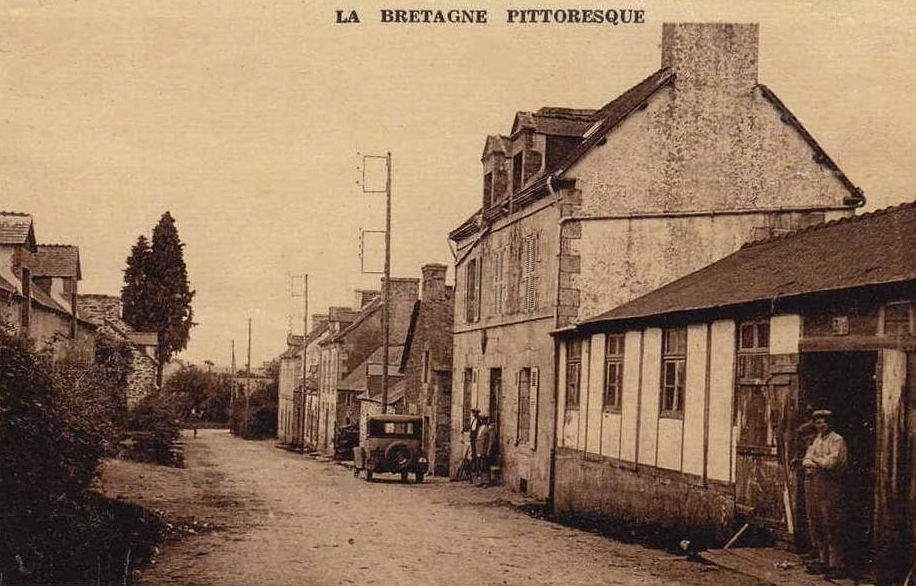
Saint-Thuriau : la Grand-Rue vers 1920 (carte postale).
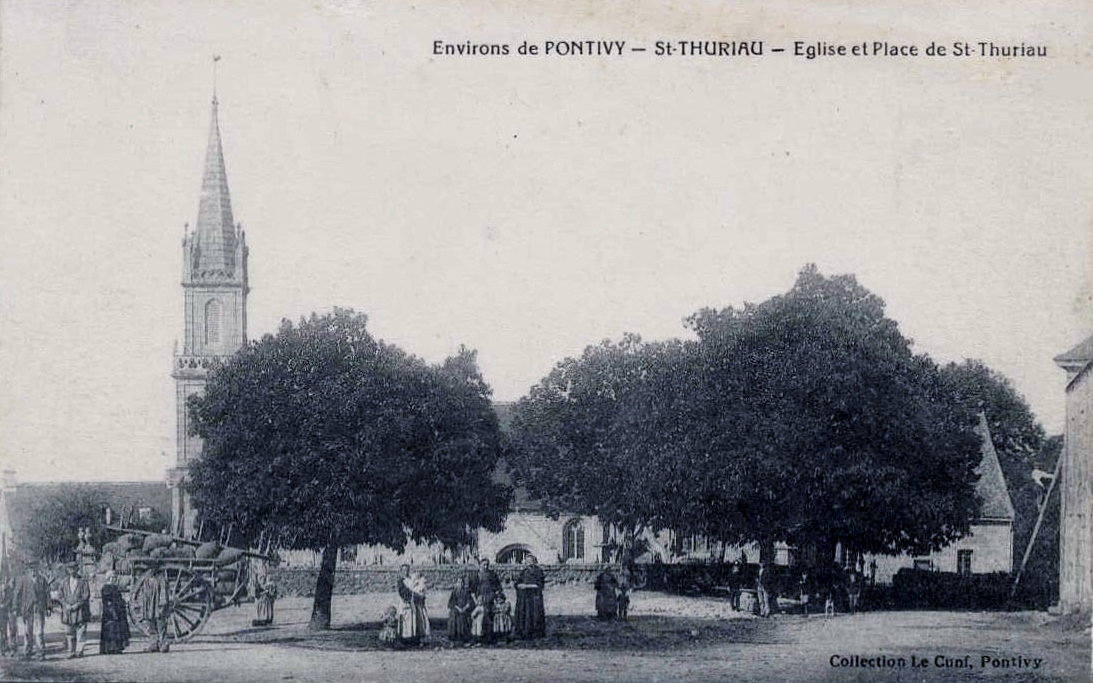
Saint-Thuriau : l'église paroissiale et la place devant l'église vers 1925 (carte postale).

#### La Seconde Guerre mondiale
Le monument aux morts de Saint-Thuriau porte les noms de 10 personnes mortes pour la France pendant la Seconde Guerre mondiale ; parmi eux 3 au moins sont des soldats morts au printemps 1940 lors de la Bataille de France (Jean Bellec, Hubert Gillard et Jean Guidevais, ce dernier mort en Belgique) ; Jean Cadoret, résistant FFI, est mort le 29 octobre 1944 à Nostang ; les circonstances des décès des autres personnes ne sont pas précisées.

#### L'après Seconde Guerre mondiale
La "Garde du Gohazé de Saint-Thuriau", ouvre en 1947 : ce patronage, créé à l'initiative de l'abbé Ange Loric, développa initialement des activités sportives et culturelles, notamment du théâtre breton ; c'est désormais un club de football
Un soldat originaire de Saint-Thuriau (Michel Bourvellec) est mort pour la France pendant la Guerre d'Indochine.

## Politique et administration
| Période                                  | Période    | Identité             | Étiquette | Qualité |
| ---------------------------------------- | ---------- | -------------------- | --------- | --- |
| 1840                                     | 1871       | Jean-François Le Par |           | Cultivateur. Adjoint au maire de Noyal-Pontivy avant la création de la commune. Chevalier de la Légion d'honneur. |
| 1871                                     | 1878       | Jean-Marie Picard    |           | Meunier et cultivateur                                                                                            |
| 1878                                     | 1881       | Nicolas Le Crom      |           | Cultivateur. |
| 1881                                     | 1882       | Joseph Le Dain       |           | Cultivateur. |
| 1882                                     | après 1903 | Mathurin Le Roy      |           | Cultivateur. |
| avant 1913                               |            | Péric                |           | |
|                                          |            |                      |           | |
|                                          |            |                      |           | |
|                                          |            |                      |           | |
|                                          | avant 1979 | Jean Onno            |           | |
| 1989                                     | 2008       | Jean-Paul Le Duc     |           | Devenu diacre en 2008                                                                                             |
| 2008 Réélu en 2014 et 2020               | En cours   | Michel Pourchasse    |           | |
| Les données manquantes sont à compléter. |            |                      |           | |

## Démographie
L'évolution du nombre d'habitants est connue à travers les recensements de la population effectués dans la commune depuis 1841. Pour les communes de moins de 10 000 habitants, une enquête de recensement portant sur toute la population est réalisée tous les cinq ans, les populations de référence des années intermédiaires étant quant à elles estimées par interpolation ou extrapolation. Pour la commune, le premier recensement exhaustif entrant dans le cadre du nouveau dispositif a été réalisé en 2007.

En 2022, la commune comptait 1 880 habitants, en évolution de +1,18 % par rapport à 2016 (Morbihan : +3,82 %, France hors Mayotte : +2,11 %).
| 1841  | 1846  | 1851  | 1856  | 1861  | 1866  | 1872  | 1876  | 1881  |
| ----- | ----- | ----- | ----- | ----- | ----- | ----- | ----- | ----- |
| 1 076 | 1 139 | 1 167 | 1 163 | 1 221 | 1 253 | 1 201 | 1 215 | 1 218 |

| 1886  | 1891  | 1896  | 1901  | 1906  | 1911  | 1921  | 1926  | 1931  |
| ----- | ----- | ----- | ----- | ----- | ----- | ----- | ----- | ----- |
| 1 245 | 1 241 | 1 309 | 1 285 | 1 273 | 1 279 | 1 217 | 1 167 | 1 202 |

| 1936  | 1946  | 1954  | 1962  | 1968  | 1975  | 1982  | 1990  | 1999  |
| ----- | ----- | ----- | ----- | ----- | ----- | ----- | ----- | ----- |
| 1 169 | 1 205 | 1 037 | 1 009 | 1 007 | 1 135 | 1 517 | 1 705 | 1 848 |

| 2006  | 2007  | 2012  | 2017  | 2022  | - | - | - | - |
| ----- | ----- | ----- | ----- | ----- | - | - | - | - |
| 1 869 | 1 872 | 1 866 | 1 863 | 1 880 | - | - | - | - |

## Culture locale et patrimoine

### Lieux et monuments
- Église Saint-Thuriau, XVe et XVIe siècles ; elle est inscrite comme monument historique depuis le 8 juin 1925, son plafond peint, datant de 1779, est lui classé depuis le 18 novembre 1985. est l'ancienne église tréviale, devenue église paroissiale en 1802. De l'ancien enclos paroissial ne subsiste que le socle du calvaire qui s'y trouvait ; l'ossuaire à disparu ; le cimetière est resté en place jusqu'en 1954, date à laquell il a été déplacé hors du bourg[44].

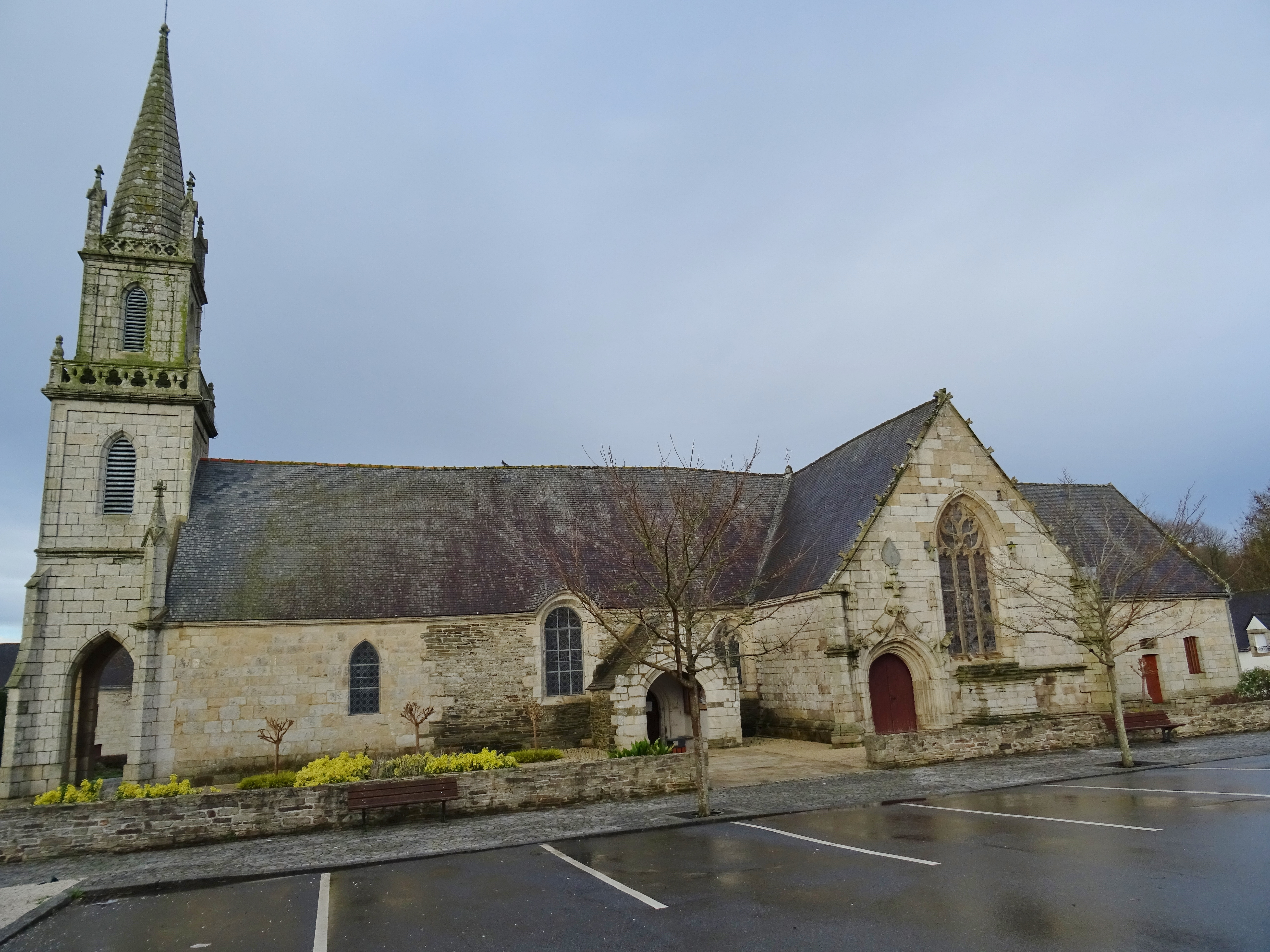
Église paroissiale Saint-Thuriau, vue extérieure d'ensemble 1.
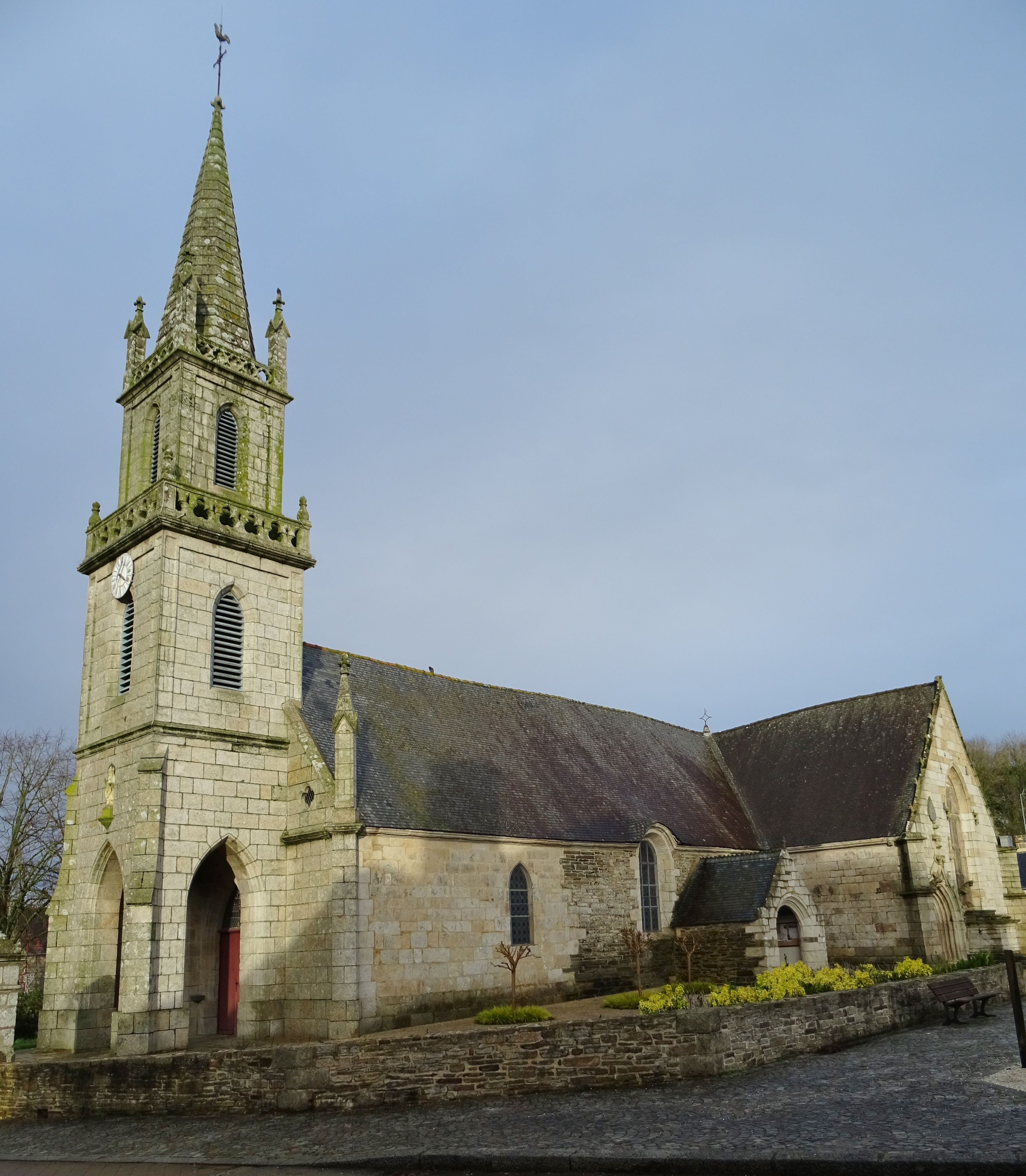
Église paroissiale Saint-Thuriau, vue extérieure d'ensemble 2.
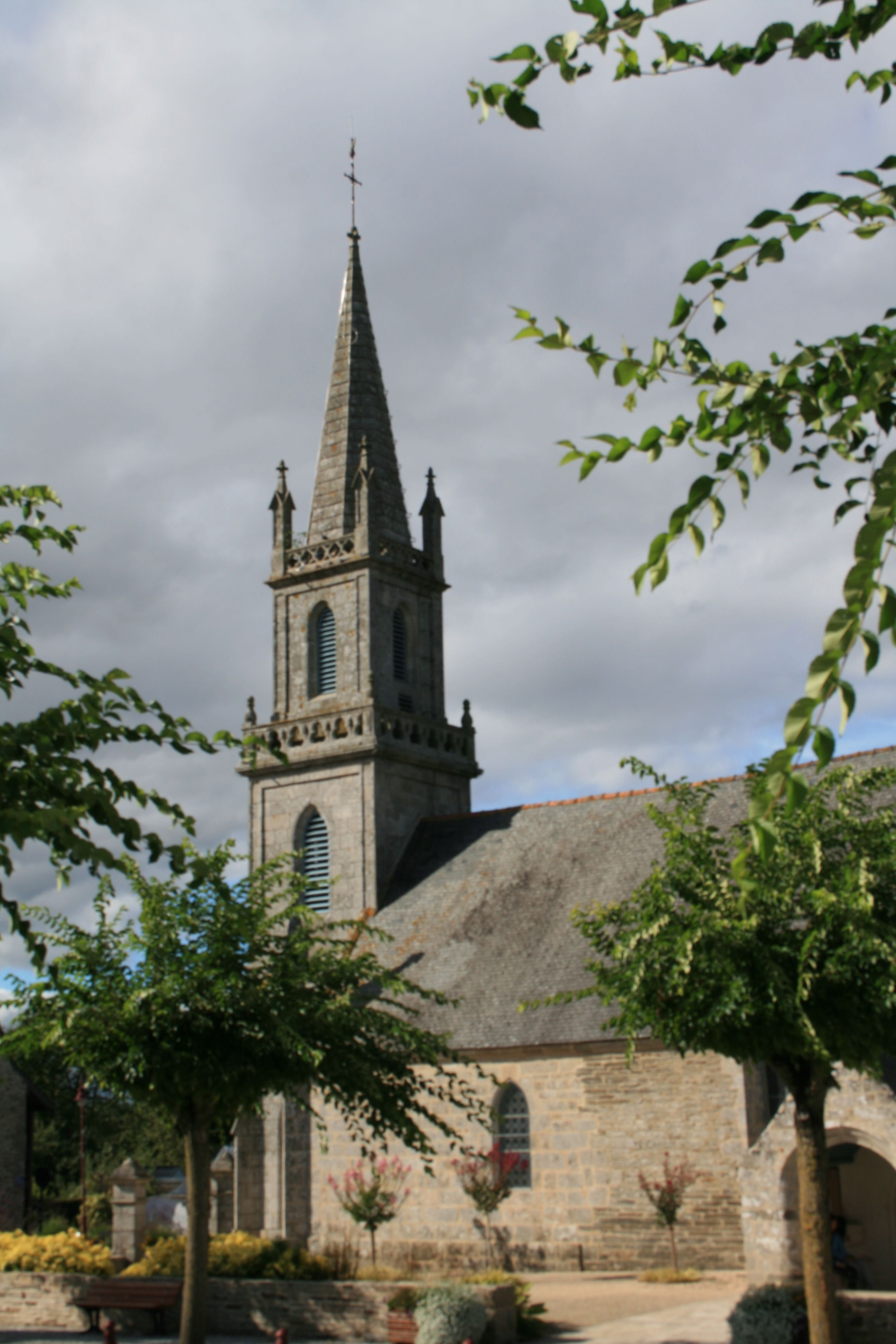
Église Saint-Thuriau : le clocher.

- la chapelle Notre-Dame-de-Joie du Gohazé : c'est l'ancienne église de la paroisse de Gohazé-Pontivy ; elle est de style gothique flamboyant ; son enclos paroissial date du XVe siècle ; son chancel et ses retables en bois peint sont du XVIe siècle[45]. Située à proximité de la confluence entre le russeau de la Fontaine Névé et le Blavet, elle est située dans un site inondable.

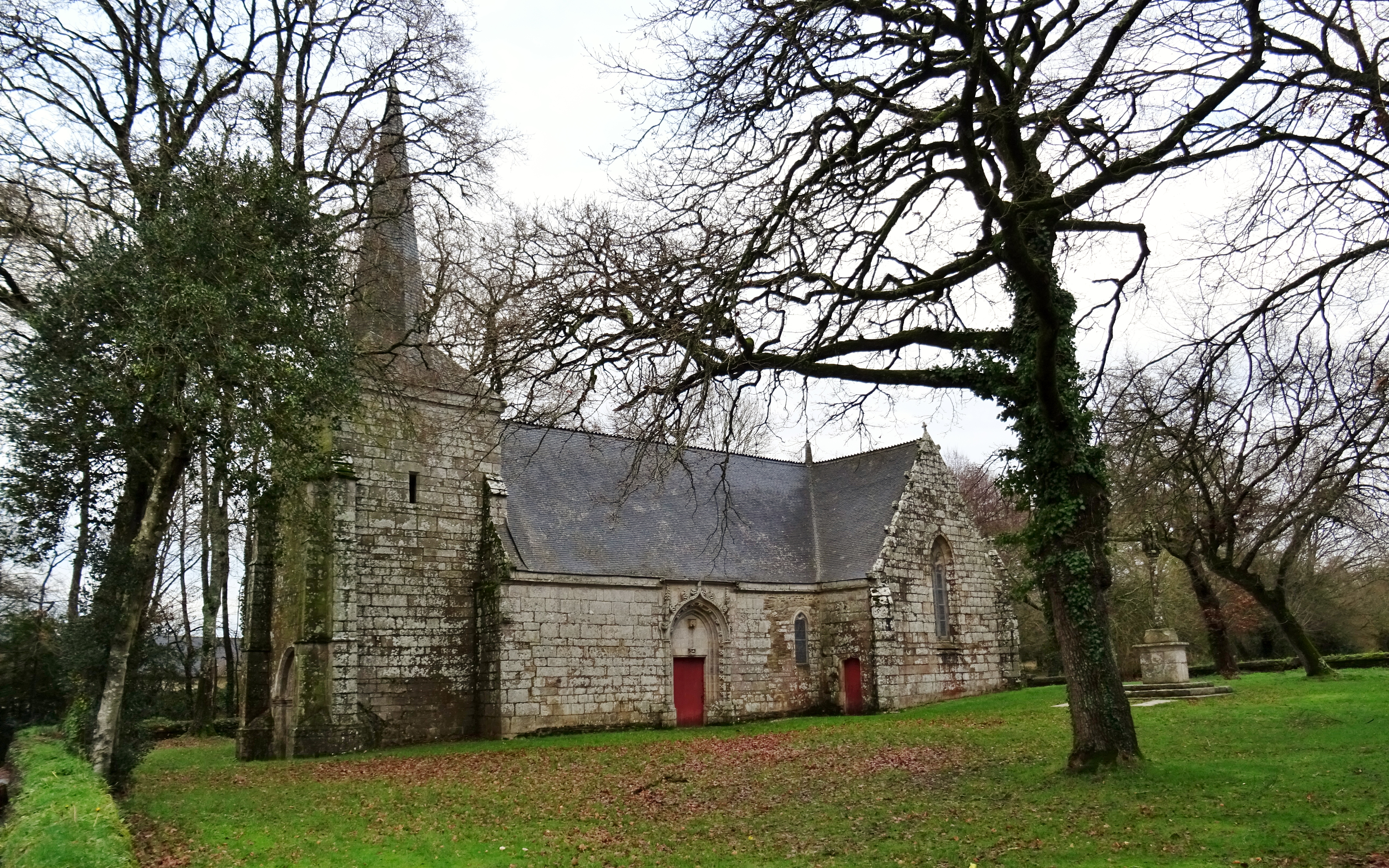
Chapelle de Gohazé : vue extérieure d'ensemble du placître.
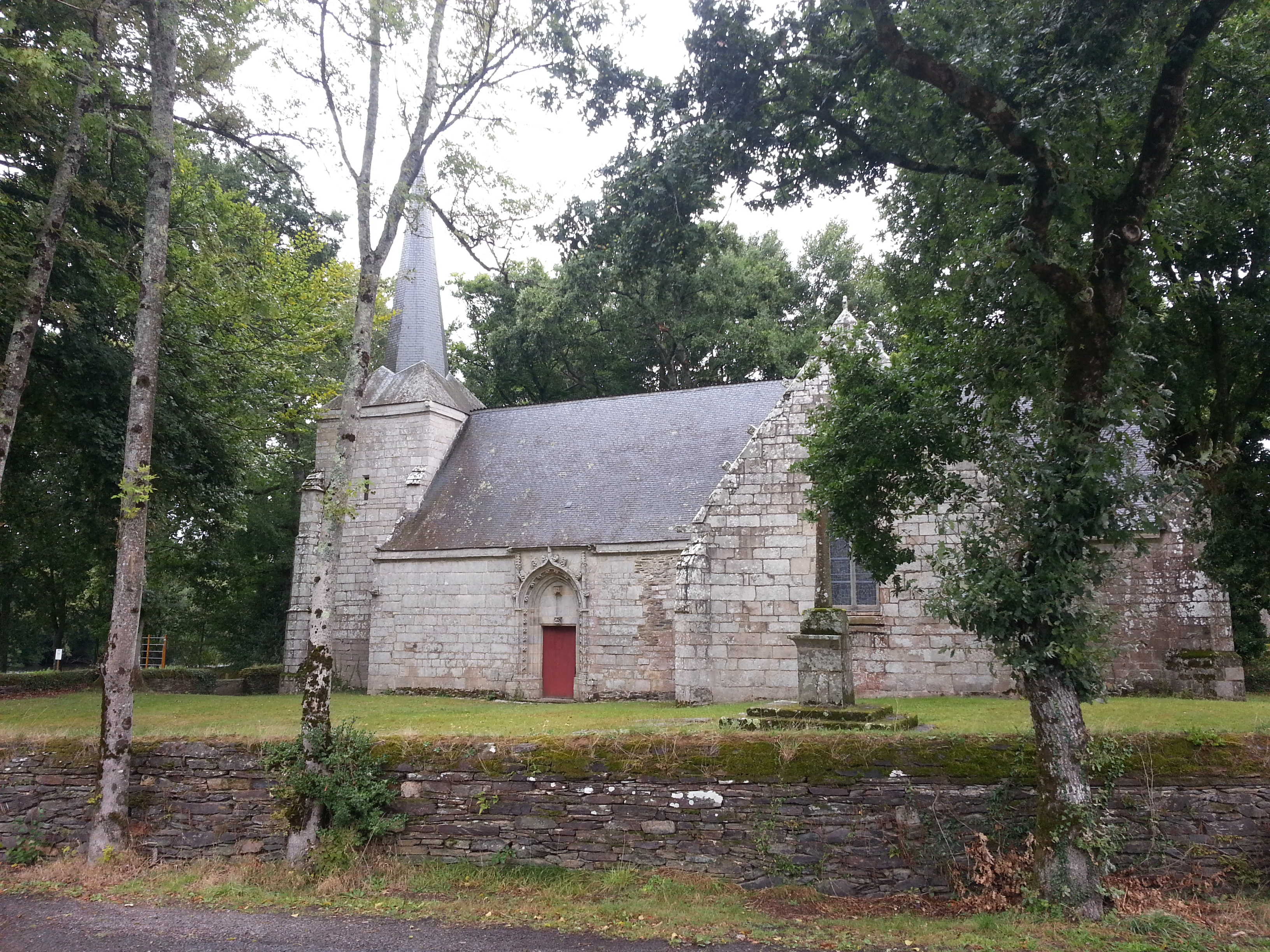
Chapelle de Gohazé : vue extérieure d'ensemble.
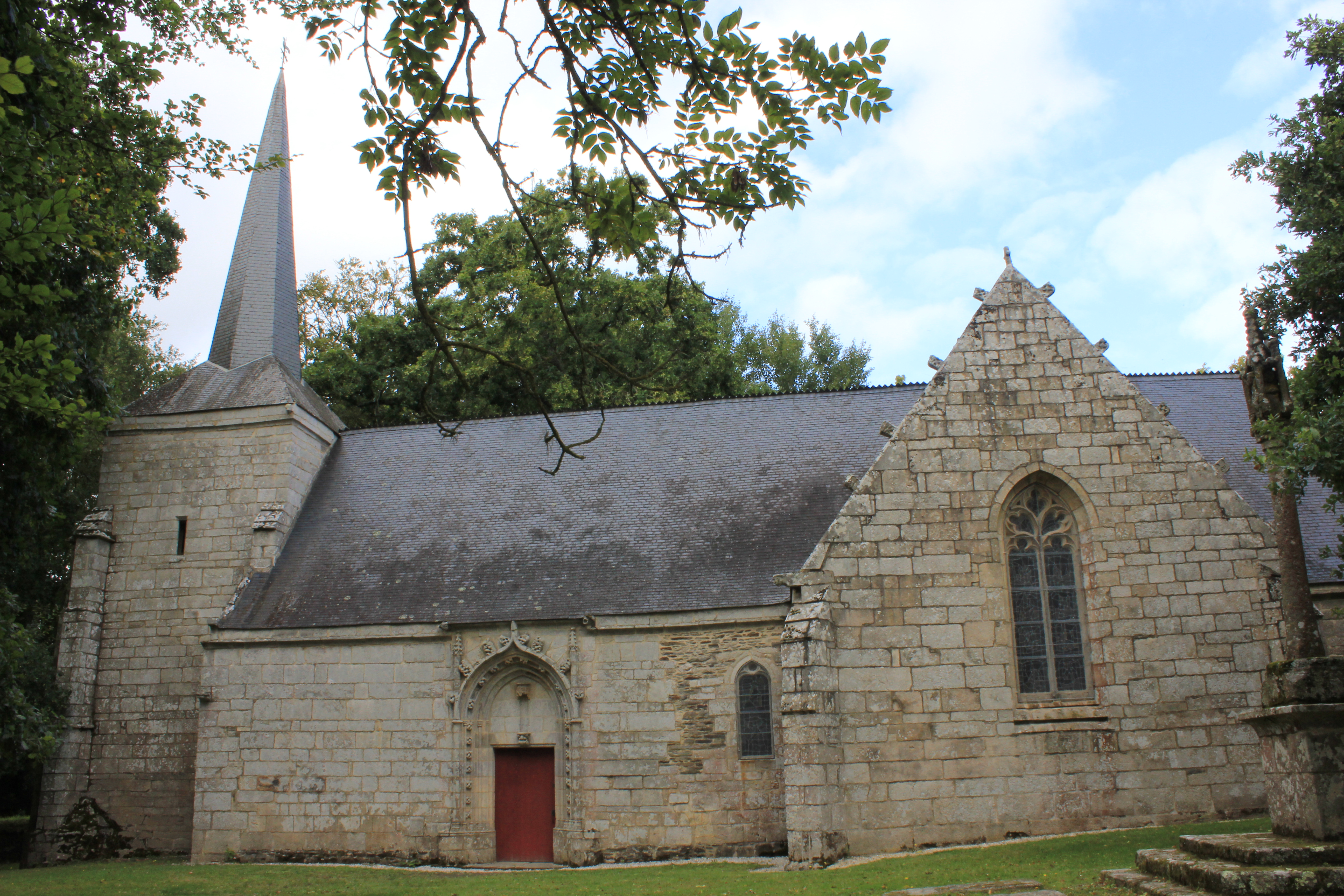
Chapelle de Gohazé : vue rapprochée.
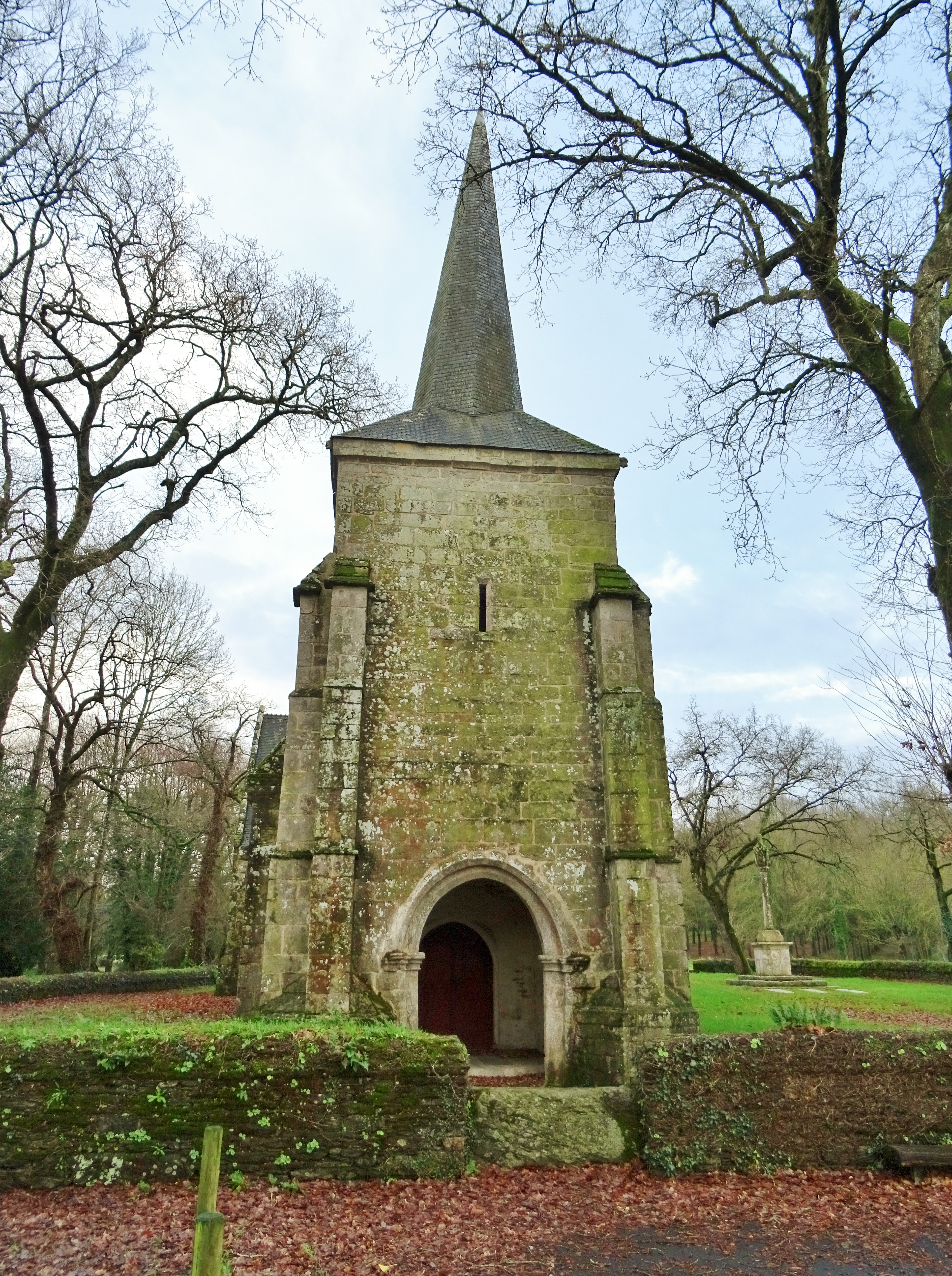
Chapelle de Gohazé : façade et clocher.
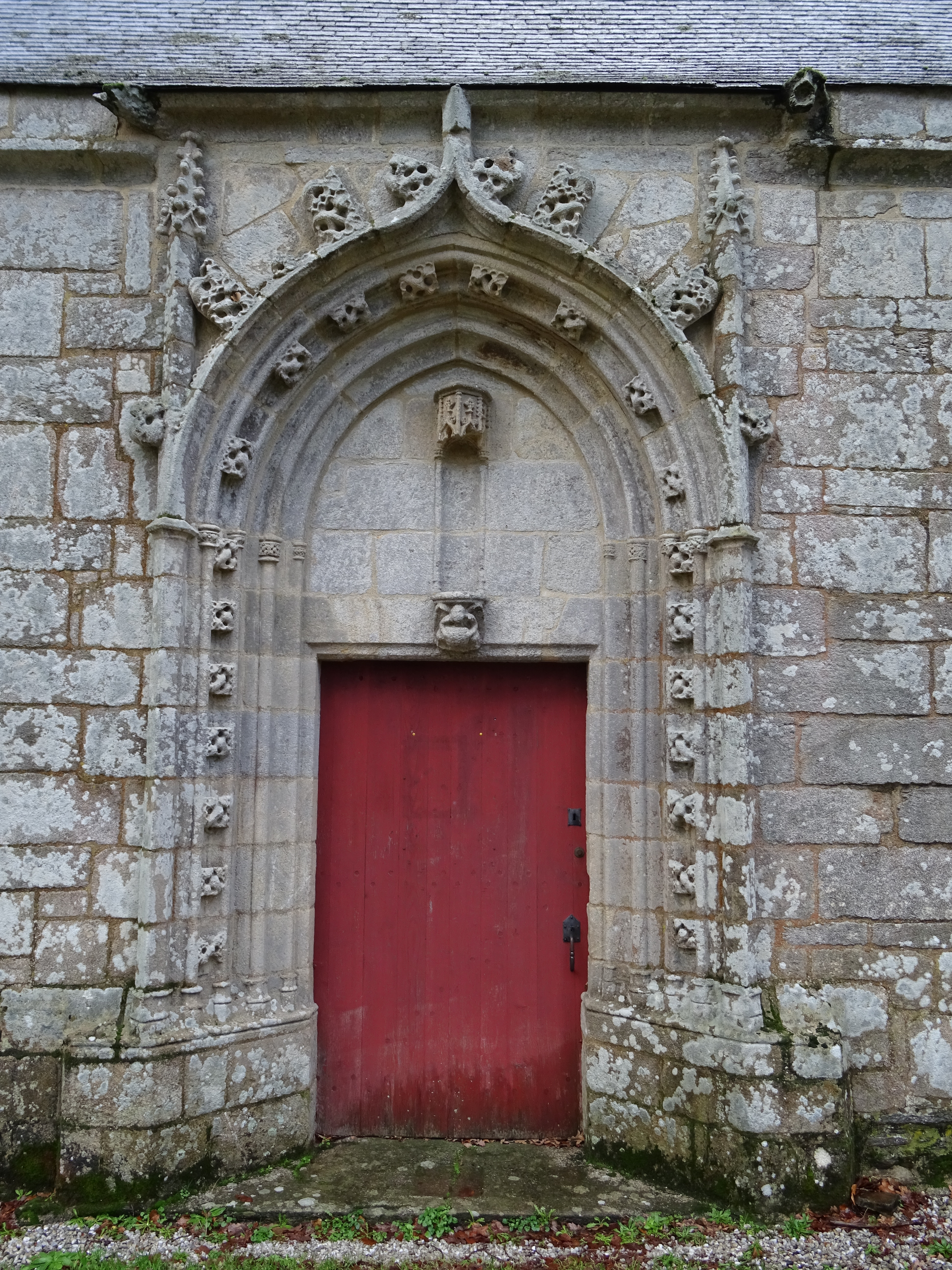
Chapelle de Gohazé : porte d'entrée latérale.
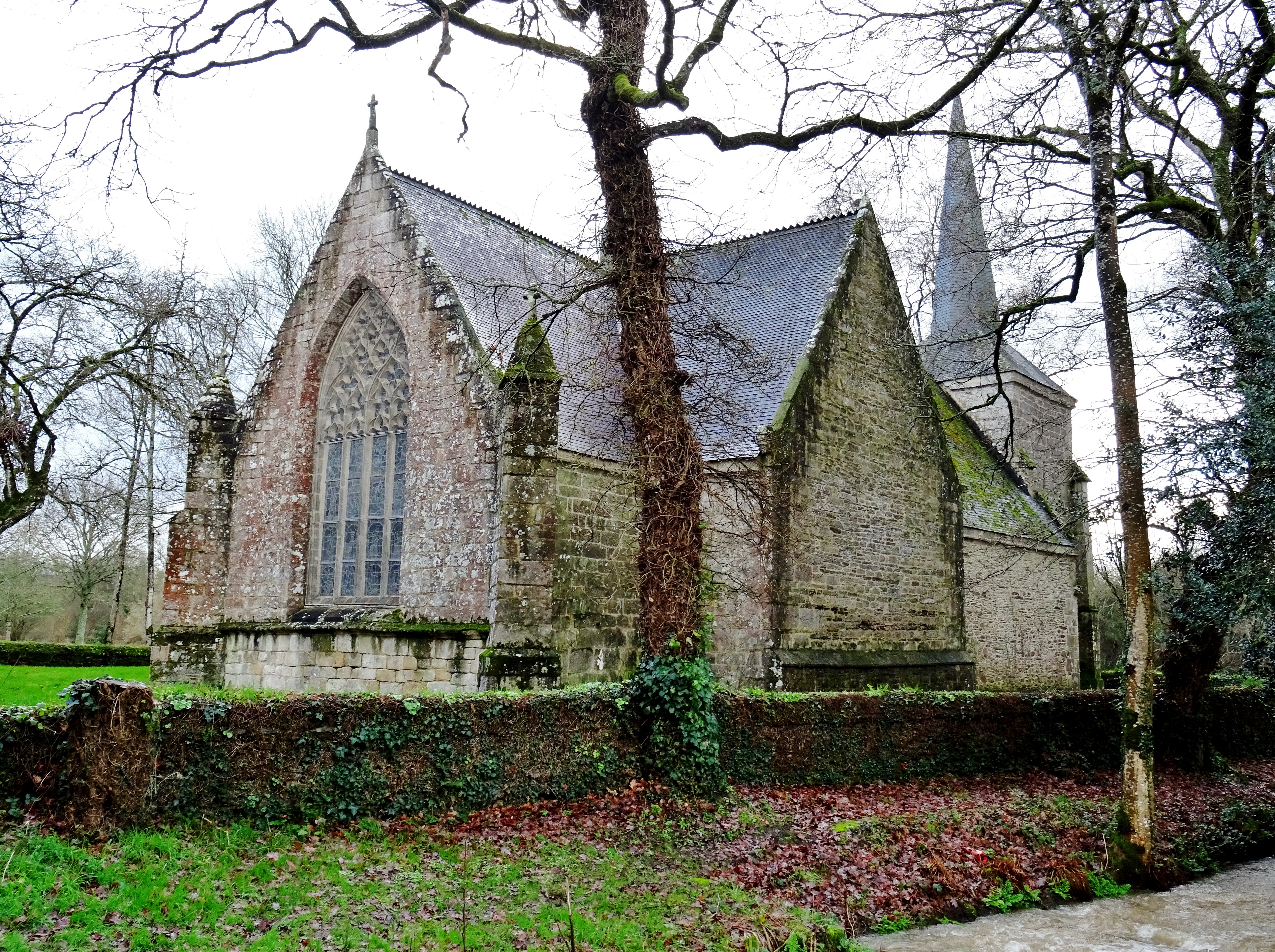
La chapelle de Gohazé vue de l'arrière et son placître.

- le calvaire de la Croix-de-Gohazé, XVIe siècle.

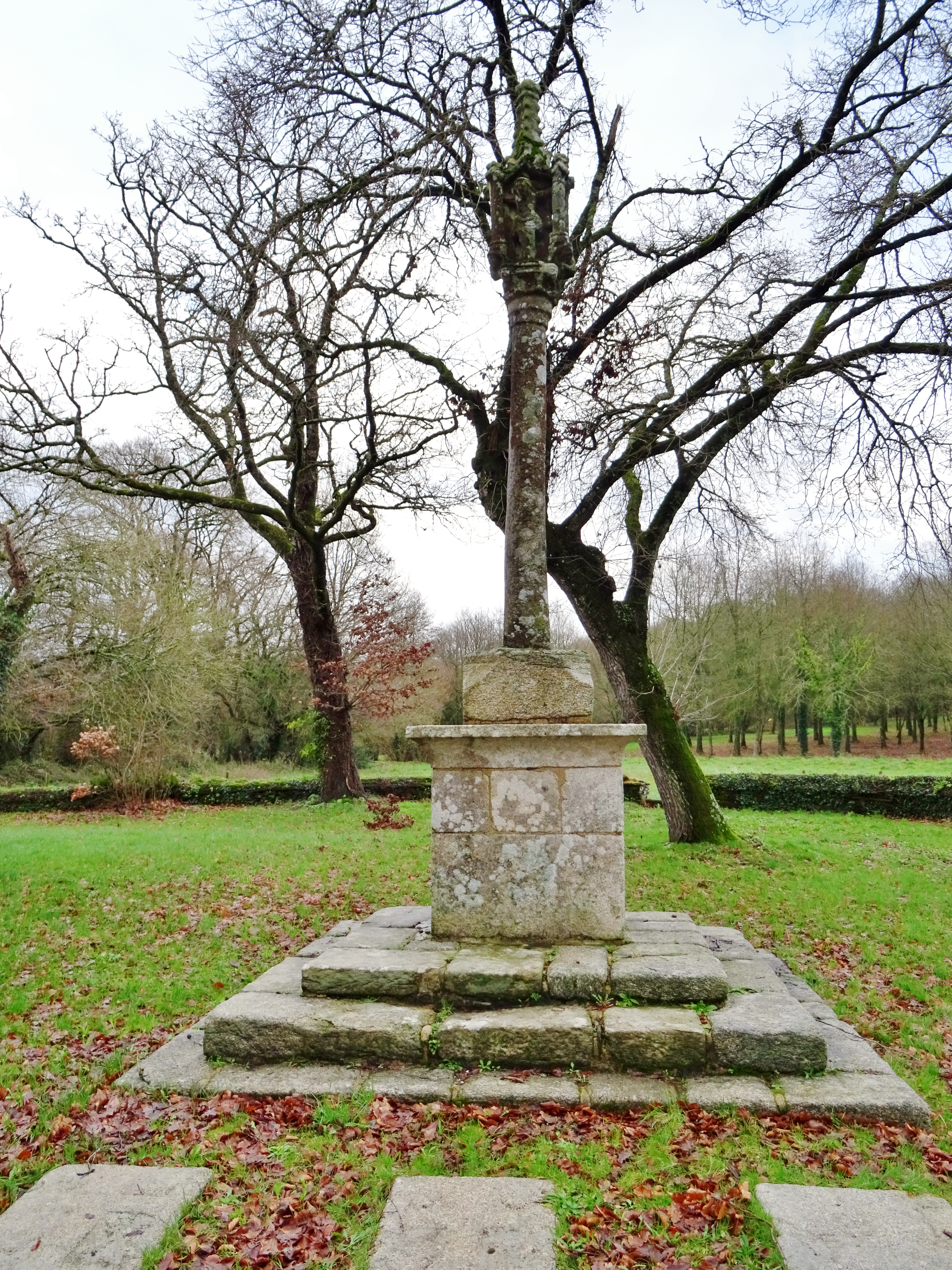
Le calvaire du placître de la chapelle de Gohazé : vue d'ensemble.
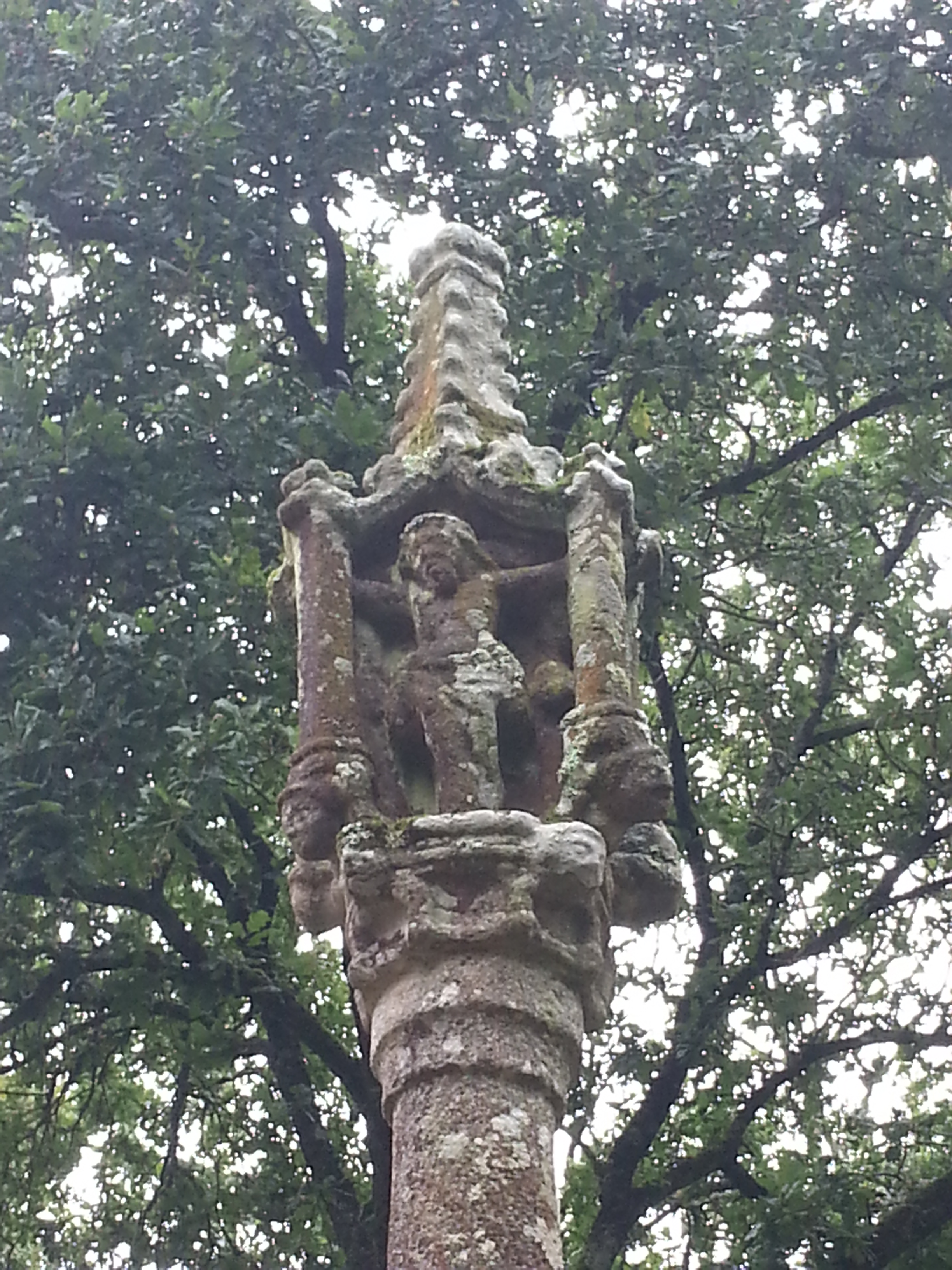
Calvaire de la Croix-de-Gohazé : partie sommitale.
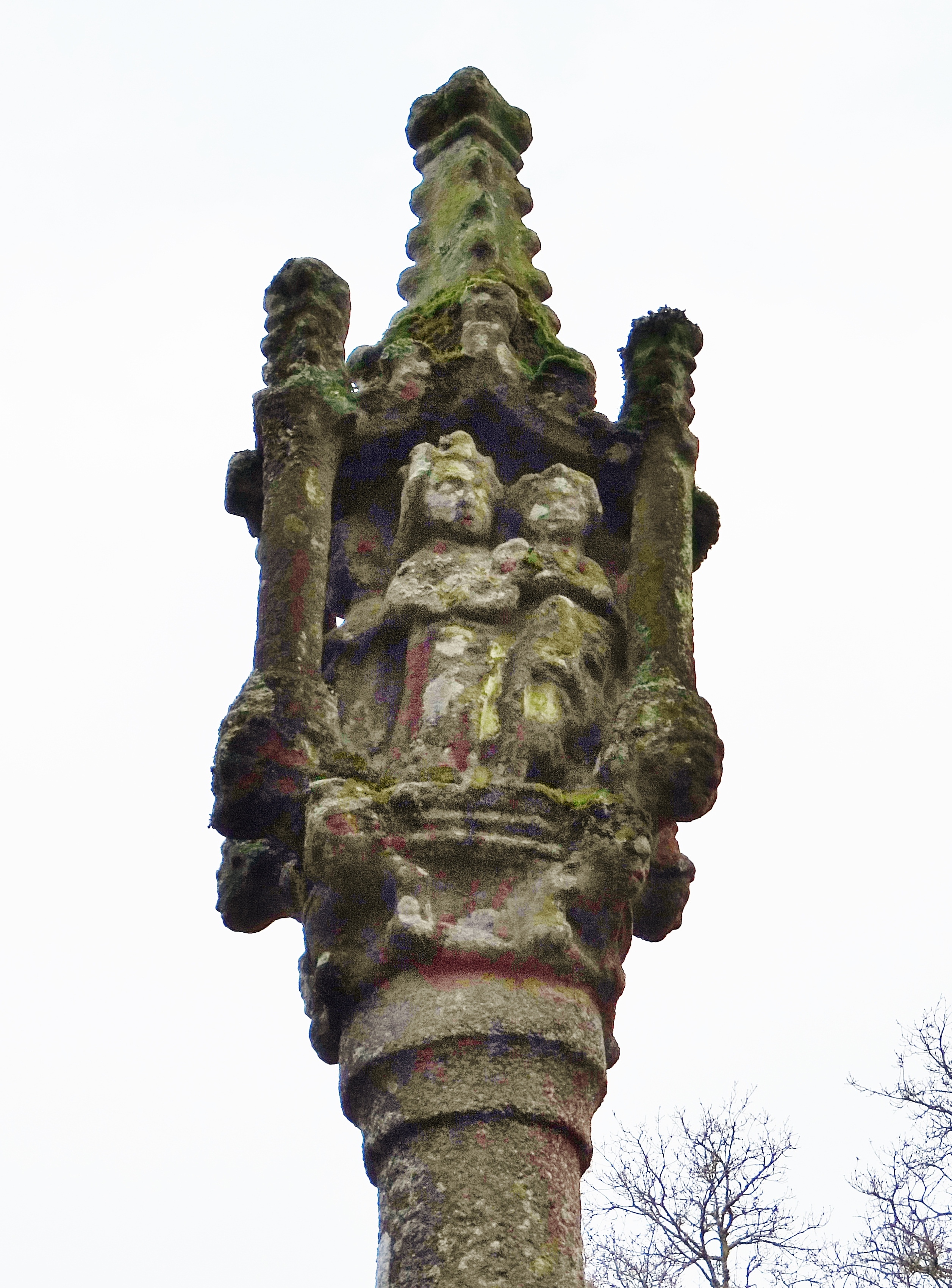
Calvaire de la Croix-de-Gohazé : partie sommitale (autre face).

- la chapelle Saint-Mathias, construite en 1848 sur le site d'une ancienne chapelle (son clocher a été reconstruit en 1887 et en 1902-1905 à la suite de son effondrement à deux reprises) ; elle se trouve dans le village de Saint-Mathias, dénommé par le passé Sant-Vocen ou Saint-Macenne (le terme Vocen ou Bocen signifie "peste" en breton), ce qui rend probable l'existence d'une léproserie dans ce village sous l'Ancien Régime, d'autant plus que la chapelle a conservé de la chapelle antérieure une statue de sainte Marie-Madeleine[46] ;
- le calvaire de Kerfraval (XVIIIe siècle), restauré en 1962 ;
- le moulin du Roc'h, après cinq siècles d'activité, a cessé de tourner en 1991 ;
- le manoir de Rest er Boer date du XVIIe siècle, il est inscrit à l'inventaire général du patrimoine culturel[47].

### Héraldique
|  | Les armoiries de Saint-Thuriau se blasonnent ainsi : De pourpre au chevron d'argent à trois mouchetures d'hermine de sable, accompagnée en chef à dextre d'un trèfle, à senestre d'une fer à cheval et en pointe d'un sapin arraché, le tout d'argent. Conc: E.F. Le Breton. |